# هتاف الأودية
هتاف الأودية ديوان شعري للأديب والمفكر اللبناني الراحل أمين الريحاني . أصدره سنة 1910 ، ويعد أول ديوان عربي فيما يسمى الشعر المنثور . أو لما سمي لاحقاً قصيدة النثر. كتبه الريحاني متأثراً بالشاعر الأمريكي وولت ويتمان.